# Britannia (jeu de société)
Pour l’article homonyme, voir Britannia.
Britannia est un jeu de société de stratégie pour 3 à 5 joueurs qui propose de jouer l'histoire des invasions, guerres et migrations dans la Grande-Bretagne du premier millénaire après Jésus-Christ. Ce jeu a été publié en anglais en 1983 par Gibson Games puis réédité en 2003 par Fantasy Flight Games.

## Déroulement du jeu
Britannia est, selon l'éditeur, fait pour être joué à 4 joueurs, mais des règles sont également proposées pour jouer à 3 ou 5 joueurs. Le plan de jeu comporte une carte de la Grande-Bretagne, divisée en trois régions : Angleterre, Écosse et Pays de Galles, et des mers environnantes.
Au début du jeu, l'île est occupée par plusieurs peuples celtes : les Belgae, les Brigantes, les Calédoniens (qui représentent la culture de Broch), les Gallois et les Pictes. Chaque peuple est représenté par des pions de carton décorés avec un guerrier du peuple en question. Selon le nombre de joueurs, ces peuples sont répartis parmi les joueurs ; par exemple, à quatre joueurs le même joueur a les Gallois et les Calédoniens. Plusieurs pions de Romains commencent le jeu dans la Manche et le jeu commence avec leur invasion de la Grande-Bretagne. Les Romains sont aidés par plusieurs règles spéciales qui représentent leur supériorité martiale et logistique par rapport aux Celtes, et prennent une grande partie de la carte au bout de quelques tours, pendant que les autres peuples les harcèlent, encouragés par le fait qu'ils gagnent des points de victoire supplémentaires s'ils détruisent des légions et forts romains. Cependant, l'Empire romain se retire ensuite, en laissant derrière lui les Britto-Romains. D'autres peuples profitent du retrait des Romains : les Irlandais et les Scots venus d'Irlande, puis les Angles, Jutes et Saxons venus du continent. Après cette invasion vient l'époque des invasions vikings, avec l'arrivée des Danois, des vikings Dublinois et des Norsemen, et enfin, dans les deux derniers tours, les invasions des Norvégiens de Harald III et des Normands de Guillaume le Conquérant.
Le vainqueur du jeu est celui qui a emmagasiné le plus de points de victoire à la fin du jeu. Chaque joueur obtient des points avec ses différents peuples en remplissant des objectifs particuliers de ce peuple : ils peuvent être de tenir ou saisir certaines provinces, de détruire les armées ou vaincre les chefs de certains autres peuples... Par exemple, les Pictes gagnent des points en détruisant des armées et forts romains, et en possédant des régions d'Écosse et du nord de l'Angleterre.

## Règles
Le jeu s'étend sur 16 tours. Au cours d'un tour donné, tous les peuples jouent chacun à leur tour dans un ordre fixe ; par exemple, les Romains jouent toujours en premier tant qu'ils existent sur le jeu, et les Normands jouent toujours en dernier à partir de leur arrivée. Le tour de chaque peuple est divisé en plusieurs phases : augmentation de population, mouvement, combats, retrait des pillards, et enfin surpopulation.
Quand des pions de deux peuples différents partagent la même case à la suite d'un mouvement, le combat est obligatoire (même si les deux peuples appartiennent au même joueur !). Un combat est résolu en lançant un dé pour chaque pion d'armée présent ; sur un résultat assez haut (de 5 ou 6 pour la plupart des peuples, mais qui peut varier selon les circonstances) une armée ennemie est détruite. Les combats sont ainsi très hasardeux et peuvent mener à l'éradication des deux adversaires.